# Gothic 2
Gothic 2 je akcijska RPG videoigra i nastavak Gothica, napravljen od proizvođača Piranha Bytes. Izašla je u Njemačkoj 29. listopada 2002., a u ostatku svijeta gotovo godinu dana poslije. Izdavači su Jowood i Atari.

## Priča

### Uvod
Poslije uništenja magične barijere oko kažnjeničke kolonije na otoku Khorinisu, pošiljke rude prestale su dolaziti na kontinent. Stoga kralj šalje stotinu paladina da osiguraju rudo. U Khorinisu su farmeri, umorni od rata i pobjeglih zatvorenika, sklopili savez sa zatvorenicima i više nisu bili pokorni kralju, stavljajući otok na rub civilnoga rata. Zlo nije nestalo s porazom demona Sleepera jer je uspio prizvati najopasnija bića tame. Čarobnjak Xardas je to osjetio i spasio Nameless Heroa [Bezimenog Junaka] iz ruševina sleeperovog hrama, gdje je ležao zarobljen tjednima, postajući slab.

### Fabula
Xardas upozorava Nameless Heroa o novoj prijetnji, o vojsci zla koja se okuplja u Dolini Rudnika, bivšoj kažnjeničkoj koloniji, predvođenoj zmajevima. Xardas šalje Heroja Hagenu, vođi paladina po Eye of Innos, artifakta koji omogućava zmajevima da govore i otkrivanje njihovih pravih ciljeva.
Po dolasku u grad, Heroj shvaća da se mora pridružiti jednoj od organizacija  – Miliciji, Čarobnjacima vatre ili Plačenicima da mu bude dopušten ulazak k Hagenu. Kada se konačno sastane s vođom paladina, poslan je u Dolinu Rudnika da donese dokaz o zmajevima. U dvorcu, koji je opkoljen Orkovima, Garond je zapovjednik misije paladina. On također zna za postojanje zmajeva, jer su već napali dvorac. Garond je spreman dati pismo upozorenja Hagenu jedinu ako Heroj sakupi informacije o stanju rudnika. Po dolasku iz doline rudnika, sile zla postaju svjesne njegove misije i šalju svoje ubojice po otoku s ciljem presretanja Heroja. Vidjevši pismo, Hagen šalje Heroja u samostan čarobnjaka vatre da uzme Eye of Innos. Kratko prije Herojevog dolaska, artifakt je ukraden. Heroj krene u potjeru za kradljivcem, ali stigne jedino da vidi kako Eye of Innos biva uništeno. Heroj uz pomoć čarobnjaka uspije obnoviti moć artifakta i kreće u Dolinu Rudnika u lov na četiri zmaja koji žive ondje. Kada uspije ubiti sva četiri zmaja, vraća se Xsardasu da ga izvjesti, ali čarobnjak je nestao. Dobiva pismo u kojem mu Xsardas poručuje da će moći pronaći više informacija u knjizi koja se nalazi u samostanu. Knjiga sadrži pomorsku mapu do otoka na kojem se nalazi vođa zmajeva. Heroj okuplja posadu, uzima brod i otplovljava do otoka gdje se suočava s vođom zmajeva – neumrlim zmajem.

### Igranje
U Gothicu 2 od igrača se očekuje da radi sve što i u drugim rpg-ovima: Prima zadatke (questove) od drugih likova, izvršava ih, bori se, skuplja iskustvo, nadograđuje Heroja.... Od igrača se očekuje da izvršava glavne zadatke jer tijekom tih zadataka nova područja i oprema postaju dostupni.
Glavni zadaci su većinom nelinearni, s više načina kako ih izvršiti.
Nažalost, Gothic 2 vuče neke probleme još od prethodnika. To su komplicirane kontrole i nespretno riješen inventorij.

### Smještaj
Radnja Gothic 2 je kao i Gothicu smještena na srednjovjekovni otok Khorinis, koji je dio kraljevstva Myrtane. Mjesta uključuju Grad Khorinis, samostan čarobnjaka vatre, šume, farme.... Dolina Rudnika iz prethodnika je također uključena, ali se dosta promijenila. Od bivših naselja u dolini nije ostalo gotovo ništa, jer je dolina preplavljena Orkovima, zmajevima i ostalim bićima tame. Glavni izvor bogatsva Khorinisa je izvoz magične rude na kontinent, gdje kralj ratuje protiv orkova. Sve farme u Khorinisu su u vlasništvu zemljoposjednika, koji je unajmio plaćenike da se zaštiti od Milicije koja dolazi prikupljati poreze.
Ljudi u Khorinisu vjeruju u tri boga:Innosa - boga dobra, svijetla i vatre, Adanosa - boga ravnoteže i vode i Beliara - boga uništenja, kaosa i tame.

## Kritike
Dok je Gothic 2 dobio dobre kritike i visoke ocjene u njemačkim medijima, nije tako dobro prošao u američkim medijima. Većina kritika je bila na račun prijevoda i loše glasovne izvedbe u engleskoj verziji. Također je dio kritika bio upućen na grafiku koja je lošija nego u drugim igrama iz istoga razdoblja. Unatoč tome, većina recezenata dala je Gothicu 2 relativno visoku ocjenu.

## Izdanja i distribucija
Njemačku verziju je izdao Jowood 29.11.2002. Za ostatak Europe, Jowood i Atari su zajedno izdali igru 13.6.2003, dok je američko izdanje izdao Atari 28.10.2003. Američko izdanje također uključuje i Gothic 2 Gold, paket u kojemu su Gothic 2 i njegov dodatak Gothic 2: Night of the Raven. U njemačkoj je dostupno i Collector's Edition koje uključuje prve tri igre iz Gothic serijala (Gothic, Gothic 2 i njegov dodatak).

## Vanjske poveznice
- Official Gothic II web site
- World of Gothic - Official Gothic fan site